# 청자 음각연화문 팔각장경병
청자 음각연화문 팔각장경병(靑磁 陰刻蓮花文 八角長頸甁)은 연꽃 무늬를 음각으로 넣은 고려청자 병이다. 대한민국의 보물 제1454호이며, 호림박물관에 있다.
몸통과 목 모두 8개의 면으로 이루어진 팔각병이다. 특히 목이 길다.

## 사진

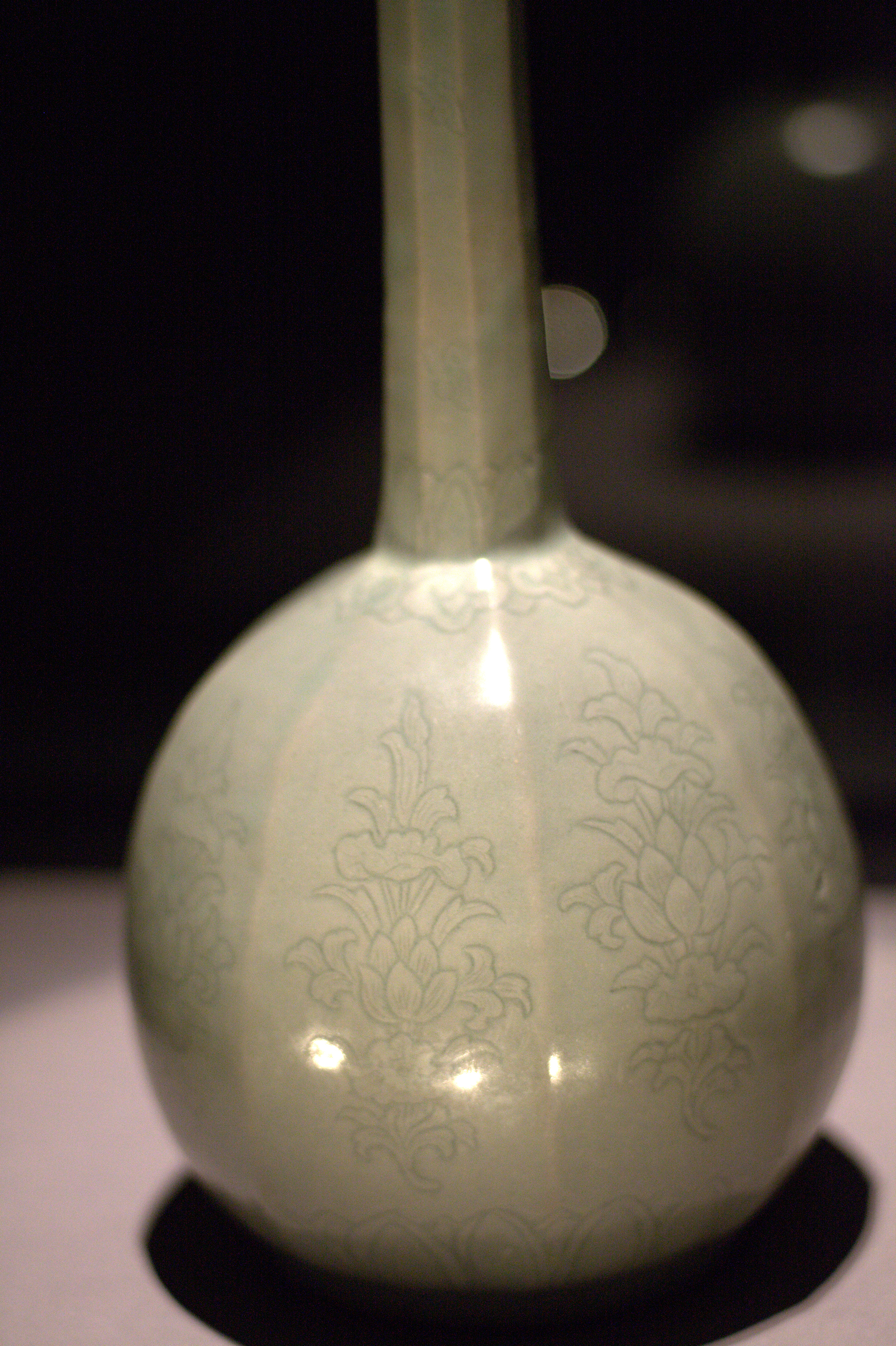
몸통 가까이

## 같이 보기
- 고려청자

## 참고 자료
- 청자 음각연화문 팔각장경병 - 국가유산청 국가유산포털